# Даян Віст
Даян Віст (англ. Dianne Wiest; *28 березня 1948, Канзас-Сіті штат Міссурі, США) — американська акторка, володарка двох премій «Оскар», премій «Золотий глобус» і «Еммі».

## Кар'єра
За роль у фільмі Вуді Аллена «Ганна та її сестри» (1986) Віст отримала премію «Оскар» в категорії «Найкраща акторка другого плану». За цим успіхом була участь у фільмі «Пропащі хлопці», а потім — роль у фільмі «Батьки» (1989), відзначена номінацією на «Оскар».
У 1990 році знімалась у фільмі Тіма Бертона «Едвард Руки-ножиці». Потім знову повернулася до Аллена для зйомок у фільмі «Кулі над Бродвеєм» (1994). За цю роль вона отримала другу нагороду Американської академії.
Поява Віст на сцені театру стала рідшою, відколи вона отримала визнання критики за роботи у фільмах Аллена. У 2003 Віст з'явилася разом з Аль Пачіно в постановці «Саломеї».

## Життєпис
Даян Віст народилася в Канзас-Сіті (штат Міссурі, США) в сім'ї військового. Має двох братів — Грега і Дона. У школі хотіла стати балериною, але під час навчання в університеті Меріленду захопилася театром. Університет закінчила в 1969 зі ступенем з наук і мистецтва.
Віст не була офіційно одружена, виховує двох прийомних дітей (1987 та 1991 років народження). Все доросле життя прожила в Мангеттені. На початку 2015, через відсутність роботи і можливості оплачувати квартиру з орендною платою понад 5 тисяч, Віст мусила покинути свої апартаменти на 79-й вулиці.

## Фільмографія
| Рік  |    | Українська назва             | Оригінальна назва                  | Роль                                   |
| ---- | -- | ---------------------------- | ---------------------------------- | -------------------------------------- |
| 1980 | ф  | Моя черга                    | It's My Turn                       | Гейл                                   |
| 1982 | ф  | Я танцюю так швидко, як можу | I'm Dancing as Fast as I Can       | Джулія Едісон                          |
| 1983 | ф  | День незалежності            | Independence Day                   | Ненсі Морган                           |
| 1984 | ф  | Закохані                     | Falling in Love                    | Ізабель                                |
| 1984 | ф  | Вільні                       | Footloose                          | Ві Мур                                 |
| 1985 | ф  | Пурпурова троянда Каїра      | The Purple Rose of Cairo           | Емма                                   |
| 1986 | ф  | Ганна та її сестри           | Hannah and Her Sisters             | Голлі                                  |
| 1987 | ф  | Дні радіо                    | Radio Days                         | Бі                                     |
| 1987 | ф  | Вересень                     | September                          | Стефані                                |
| 1987 | ф  | Пропащі хлопці               | The Lost Boys                      | Люсі Емерсон                           |
| 1988 | ф  | Яскраві вогні, велике місто  | Bright Lights, Big City            | місіс Конвей                           |
| 1989 | ф  | Батьківство                  | Parenthood                         | Гелен Бакман                           |
| 1989 | ф  | Булочка                      | Cookie                             | Ленор Волтецьки                        |
| 1990 | ф  | Едвард Руки-ножиці           | Edward Scissorhands                | Пег                                    |
| 1991 | ф  | Маленька людина Тейт         | Little Man Tate                    | Джейн                                  |
| 1994 | ф  | Кулі над Бродвеєм            | Bullets over Broadway              | Гелен Сінклейр                         |
| 1994 | ф  | Фараони та Робберсони        | Cops & Robbersons                  | Гелен Роббертсон                       |
| 1994 | ф  | Скаут                        | The Scout                          | докторка Аарон                         |
| 1995 | ф  | П'яні                        | Drunks                             | Речел                                  |
| 1996 | ф  | Компаньйон                   | The Associate                      | Саллі Дуган                            |
| 1996 | ф  | Клітка для пташок            | The Birdcage                       | Люсі Кіллі                             |
| 1998 | ф  | Практична магія              | Practical Magic                    | Бріджит Оуенс                          |
| 1998 | ф  | Заклинатель коней            | The Horse Whisperer                | Діана Букер                            |
| 1999 | тф | Десяте королівство           | The 10th Kingdom                   | Зла королева Крістін Слевіл-Льюїс-Уайт |
| 2001 | ф  | Я — Сем                      | I Am Sam                           | Енн Кесел                              |
| 2005 | мф | Роботи                       | Robots                             | Лідія Міднопуз, голос                  |
| 2006 | ф  | Як впізнати своїх святих     | A Guide to Recognizing Your Saints | Флорі                                  |
| 2007 | ф  | Присвята                     | Dedication                         | Керол                                  |
| 2007 | ф  | Закохатися у наречену брата  | Dan in Real Life                   | Нана                                   |
| 2008 | ф  | Пасажири                     | Dedication                         | Тоні                                   |
| 2008 | ф  | Нью-Йорк, Нью-Йорк           | Synecdoche, New York               | Елен                                   |
| 2009 | ф  | Гнів                         | Rage                               | міс Рот                                |
| 2010 | ф  | Кроляча нора                 | Rabbit Hole                        | Ната                                   |
| 2011 | ф  | Великий рік                  | The Big Year                       | Бренда Гарріс                          |
| 2012 | ф  | Любий компаньйон             | Darling Companion                  | Пенні Александер                       |
| 2012 | ф  | Дивне життя Тімоті Гріна     | The Odd Life of Timothy Green      | місіс Крудстаф                         |
| 2014 | ф  | Приниження                   | The Humbling                       | Керол Степлфорд                        |
| 2015 | ф  | П'ять ночей у штаті Мен      | Five Nights in Maine               | Люсінда                                |
| 2015 | ф  | Сестри                       | Sisters                            | Діана Елліс                            |
| 2018 | ф  | Наркокур'єр                  | The Mule                           | Мері                                   |
| 2020 | ф  | Аферистка                    | I Care a Lot                       | Дженніфер Петерсон                     |
| 2020 | ф  | Нехай говорять               | Let Them All Talk                  | Сьюзен                                 |
| 2024 | ф  | Квартира 7А                  | Apartment 7A                       | Мінні Кастевет                         |
| 2026 | ф  | Практична магія 2            | Practical Magic 2                  | Бріджит Оуенс                          |

## Нагороди
- 1987 — Премія «Оскар» — найкраща жіноча роль другого плану, за фільм «Ганна і її сестри»
- 1995 — Премія «Оскар» — найкраща жіноча роль другого плану, за фільм «Кулі над Бродвеєм»
- 1995 — Премія «Золотий глобус» — найкраща жіноча роль другого плану, за фільм «Кулі над Бродвеєм»
- 1995 — Премія Гільдії кіноакторів США — найкраща жіноча роль другого плану, за фільм «Кулі над Бродвеєм»
- 1997 — Премія «Еммі» — найкраща запрошена акторка в драматичному телесеріалі, за телесеріал «Дорога в Ейвонлі»
- 2008 — Премія «Еммі» — найкраща жіноча роль другого плану в драматичному телесеріалі, за телесеріал «Лікування»

## Номінації
- 1987 — Премія «Золотий глобус» — найкраща жіноча роль другого плану, за фільм «Ганна і її сестри»
- 1988 — Премія BAFTA — найкраща жіноча роль другого плану, за фільм «Дні радіо»
- 1990 — Премія «Оскар» — найкраща жіноча роль другого плану, за фільм «Батьки»
- 1990 — Премія «Золотий глобус» — найкраща жіноча роль другого плану, за фільм «Батьки»
- 1999 — Премія «Еммі» — найкраща жіноча роль другого плану в мінісеріалі або фільмі, за телефільм «Просте життя Ноя Дирборна»
- 2009 — Премія «Золотий глобус» — найкраща жіноча роль другого плану в мінісеріалі, телесеріалі або телефільмі, за телесеріал «Лікування»
- 2009 — Премія «Еммі» — найкраща жіноча роль другого плану в драматичному телесеріалі, за телесеріал «Лікування»